# Emanuele Vona
Pour les articles homonymes, voir Vona.
Emanuele Vona (né le 19 mars 1983 à Isola del Liri, dans la province de Frosinone, dans le Latium, en Italie) est un coureur cycliste italien.

## Palmarès
- 2004
  - Mémorial Pigoni Coli
- 2007
  - Tour de Toscane espoirs :
    - Classement général
    - 1re étape
- 2008
  - Coppa Fiera di Mercatale
  - Mémorial Angelo Fumagalli
  - Trofeo Alta Valle del Tevere
  - Giro del Pratomagno
  - Coppa Lanciotto Ballerini
  - 2e étape du Giro delle Valli Cuneesi
  - Florence-Viareggio
  - Trofeo SC Corsanico
  - Coppa Guinigi
  - Gran Premio Ezio Del Rosso
  - 2e du Trofeo Franco Balestra
  - 2e du Grand Prix Industrie del Marmo
  - 2e du Grand Prix de la ville d'Empoli
  - 3e du Grand Prix de la ville de Vinci
- 2010
  - 1re étape du Brixia Tour (contre-la-montre par équipes)

## Classements mondiaux
| Année           | 2007 | 2008 | 2009 | 2010 | 2011  |
| --------------- | ---- | ---- | ---- | ---- | ----- |
| UCI Europe Tour | 282e | 303e | 655e |      | 1087e |